# Новапорт
«Новапорт» — компания, специализирующаяся на реализации комплексных программ развития аэропортов. Входит в группу компаний AEON Corporation.

## Собственники и руководство
«Новапорт» — дочернее предприятие фонда AEON Corporation, управляющего активами Романа Троценко.

## Деятельность
Под управлением «Новапорт» находятся следующие аэропорты:
1. Международный аэропорт Астрахань (Нариманово) (ОАО «Аэропорт „Астрахань“» — 43 %)
2. Международный аэропорт Волгоград (Гумрак) (ПАО «Международный аэропорт Волгоград» — 38 % , 51 % обыкновенных акций)
3. Международный аэропорт Чита (Кадала) (ОАО «Аэропорт Чита» — 100 %)
4. Международный аэропорт Челябинск (Баландино) (ОАО «Челябинское авиапредприятие» — 88,6 %)
5. Международный аэропорт Томск (Богашёво) (ООО «Аэропорт Томск» — 75 %)
6. Международный аэропорт Новосибирск (Толмачёво) АО «Аэропорт Толмачёво» Новосибирск — 84,9 % уставного капитала и 99,8 % акций[7]
7. Международный аэропорт Тюмень (Рощино) (ОАО «Аэропорт Рощино» — 100 %)
8. Международный аэропорт Мурманск (ОАО «Аэропорт Мурманск» — 38%)
9. Международный аэропорт Пермь (Большое Савино) (АО «Международный аэропорт Пермь» — 74,9 %)
10. Международный аэропорт Кемерово имени Алексея Архиповича Леонова (Кемерово) (ООО «Международный Аэропорт Кемерово» — 90%)
11. Международный аэропорт Магадан (Сокол) имени В. С. Высоцкого (Магадан) (ООО «АБС Магадан», совместное предприятие «Новапорт» и УК «Аэропорты Регионов»)
12. Международный аэропорт Минеральные Воды (ОАО «Международный аэропорт Минеральные Воды»[8] — 60%)
13. Международный аэропорт Калининград (Храброво) (АО «Аэропорт Храброво»[8] — 100%)
14. Международный аэропорт Улан-Удэ (Байкал) (АО «Аэропорт Байкал»[9]) — 100%
15. Международный аэропорт Владикавказ (Беслан)[10]
16. Международный аэропорт Барнаул имени Германа Титова[11]
17. Международный аэропорт Ставрополь (Шпаковское)
18. Международный аэропорт Воронеж (первый аэропорт в ЦФО, куплен в сентябре 2019 года за 3 млрд рублей, 100%)
19. Международный аэропорт Нальчик (Нальчик) (ООО «Аэрокомплекс», 100%)
20. Международный аэропорт Саранск[12]
21. Международный аэропорт Белгород[13]
22. Международный аэропорт Псков (Кресты)[14]
23. Аэропорт Салехард[15]

31 мая 2019 года «Новапорт» подписал рамочное соглашение о модернизации аэропортов в Самарканде, Намангане и Ургенче.
В 2023—2024 годах «Новапорт Холдинг» ввёл в эксплуатацию шесть пассажирских терминалов: Новосибирск, Воронеж, Томск, Ставрополь, Улан-Удэ и Магадан. Их общая площадь — более 100 тысяч кв. м. Инвестиции в эти проекты — более 60 миллиардов рублей, в том числе заёмные средства государственной корпорации ВЭБ.РФ.

## Санкции
24 июня 2024 года, из-за российского вторжения на Украину, «Новапорт» включён в санкционные списки всех стран Европейского союза:

Различные аэропорта,  которыми владеет и управляет "Новапорт", находятся в совместном использовании с ВВС России. В частности, из аэропорта Пскова, принадлежащего "Новапорту", осуществляются коммерческие рейсы в Симферополь, в незаконно аннексированном Крыму. Тем самым "Новапорт" поддерживает российское правительство в обеспечении логистической инфраструктуры для российских ВВС, подрывая территориальную целостность Украины, способствуя осуществлению рейсов между своими аэропортами и аэропортами в незаконно аннексированном Крыму.— «Официальный журнал Европейского союза», Брюссель, 24 июня 2024 года